# Fondo Mundial para la lucha contra el sida, la tuberculosis y la malaria
El Fondo Mundial para la lucha contra el sida, la tuberculosis y la malaria (FMSIDA) o simplemente Fondo Mundial,(en inglés: GFATM; The Global Fund to Fight AIDS, Tuberculosis and Malaria o simplemente the Global Fund) es una organización internacional cuyo objetivo es «acelerar el final de las epidemias de sida, tuberculosis y malaria».
Basado en la colaboración público-privada y fundado en 2002, el Fondo Mundial, con sede en Ginebra, Suiza, es la organización que más fondos dedica a programas dedicados a la lucha contra las citadas enfermedades con más de 1000 programas en 151 países. Así, financia alrededor de una cuarta parte de los programas para luchar contra el VIH y el sida, además de proporcionar la mayoría de los fondos para luchar contra la tuberculosis y la malaria.
Desde 2002, la organización ha salvado la vida de 27 millones de personas. En 2017 había repartido 4.200 millones de dólares para financiar la distribución de 197 millones de mosquiteras tratadas con insecticida contra la malaria, proporcionado tratamiento contra la tuberculosis para 5 millones de personas, y tratamiento para 17,5 millones de personas que padecen sida.

## Financiación
El gobierno de los Estados Unidos es el donante más importante, habiendo donado 5.800 millones de dólares hasta 2012.
En 2012, con ocasión del World Economic Forum celebrado en Davos, Suiza, Bill Gates anunció que la fundación que preside, la Fundación Bill y Melinda Gates, había donado 750 millones de dólares.
Asimismo, en Davos, el ex primer ministro de Japón, Naoto Kan declaró que su país donaría 340 millones ese año. En 2010, su país ya había donado 200 millones, pero debido a que Japón luego había sido azotado por el terremoto y tsunami, solo había podido contribuir con 110 millones en 2011.
Entre 2003 y 2010, España donó un total de 693 millones de dólares. España cesó sus aportaciones al fondo en 2011 y en 2019 estaba considerando donar 100 millones en 3 años. El 21 de septiembre de 2022, el presidente del Gobierno, Pedro Sánchez, anunció que España contribuirá con 130 millones de euros en tres años.

## Controversias
En 2008, tras una denuncia por parte del Banco Mundial, la organización anunció que revisaría sus proyectos en la India tras sospechas corrupción en el mal uso de sus fondos.
En 2010, la propia organización anunció que había detectado posibles fraudes relacionados con fondos repartidos a Mauritania, Zambia, Malí y Yibuti.